# حزب کارگر-کشاورز ژاپن
حزب کارگر-کشاورز ژاپن، نیهون رونوتو (به ژاپنی: 日本労農党, Nihonrōnōtō) یک حزب سیاسی سوسیالیست در ژاپن بین دسامبر ۱۹۲۶ و دسامبر ۱۹۲۸ بود.